# Скравађоне-Бушето (Пјаченца)
Скравађоне-Бушето је насеље у Италији у округу Пјаченца, региону Емилија-Ромања.
Према процени из 2011. у насељу је живело 9 становника. Насеље се налази на надморској висини од 997 м.